# Podmanínska pahorkatina
Podmanínska pahorkatina je geomorfologický podcelek Považského podolia. Leží mezi Považskou Bystricí a Ladcami v severní části středního Pováží.

## Polohopis
Podcelek leží v severní polovině Považského podolia, jižně od Povážské Bystrice. Pahorkatina je v rámci celku situovaná mezi Bytčianskou (na severovýchodě) a Ilavskou kotlinou (na jihozápadě). Severně navazují Javorníky s podcelkem Nízké Javorníky, jižním směrem leží Strážovské vrchy s podcelky Trenčianska vrchovina a Zliechovská hornatina. Jihovýchod a východ sousedí se Súľovskými vrchy s jejich podcelky Súľovské skály a Manínska vrchovina. 

## Doprava
Územím vedou důležité dopravní komunikace, spojující jih Slovenska se severem; mezinárodní silnice E 50 (směřující z Brna na Žilinu ) a E 75 (Bratislava - Žilina) vede po dálnici D1, nadregionální význam má Považím vedoucí silnice I / 61 (Trenčín - Žilina) a regionálně významná je i silnice II / 517 (Považská Bystrica - Rajec ). V severní části vede údolím Váhu i železniční trať Bratislava - Žilina, která je součástí V. evropského koridoru a hlavního propojení západního a východního Slovenska. 